# 義雲高
義雲高（1955年—2022年），川西行署區溫江專區大邑縣（今四川省成都市大邑縣）人氏，被佛教界多位教派領袖依法認證為「第三世」，世界和平獎最高榮譽獎得主，曾獲世界最高級學術稱位「特級國際大師」，並獲得世界和平獎頒獎委員會和世界和平獎宗教領袖授銜委員會授予佛教教皇稱號、佛教教皇冊封令和權杖。
2013年10月10日，《澳洲日報》報導估計，義雲高有超過10萬名弟子，爭議性宗教人物，曾被誣陷詐騙，後來澄清。2022年2月6日，第三世多杰羌佛辦公室發布第六十二號公告，告知義雲高與其伴侶已經在美國拉斯維加斯安然報化涅槃，返駕報身佛土。

## 早年生活
1955年，義雲高出生於川西行署區溫江專區大邑縣，父親義仲海，為當地名醫。:181義雲高兒時好友魏文剛接受訪問時曾憶述，義雲高曾經在大邑縣的學校求學，但五年級時退學，加入文化大革命時的紅小兵組織
1970年代，魏文剛介紹義雲高到一所位於成都的美工社從事美術創作。當時，義雲高時而學武術，一會兒又學美工。報導指出，義雲高从小就读古文和现代文，青年時撰寫了古文诗集，被時任中国共产党四川省委员会书记杨超、以及時任中華人民共和國國防部部長张爱萍等人称赞为「奇才」。
1980年，義雲高在寶光寺工作，相關報導有兩種說法，一說義雲高為臨時畫工負責臨摹寺廟收藏的字畫，曾對外宣稱臨摹得來的字畫是獨自創作的，且多次有婦女到寺裏哭訴被義雲高「欺負」，而被趕出寶光寺，到新都文化館工作，一說義雲高是由四川省人民政府下屬部門調到寶光寺工作，職稱正一級研究員，後來因為政府為寺內工作人員重新安排工作，才把義雲高调到新都文化馆。
報導指出，某個知名的海外華人曾經來到寶光寺參觀，看見義雲高臨摹宣稱是自己創作的字畫，令義雲高被譽為「蜀中奇才」和「農民畫家」；後來，義雲高到新都文化館工作，同時在中國大陸舉辦畫展和賣畫。
1986年，義雲高通過美國中華藝術研究院考核，名列第一，錄取美國教授，被美國舊金山政府印鑑為教授。:182-184
1994年，世界詩人文化代表大會根據對義雲高藝術、學術論文、倫理道德方面長達三年的評鑑，代表48個國家和地區的5612名專家學者，於匈牙利代表大會上正式授予義雲高世界最高級學術稱位「特級國際大師」。:182-183

## 被誣陷詐騙

### 沿革
報導聲稱，1990年代初期，台湾人吴文投和一名陈姓台湾人结识了义云高，吴文投把义云高包装成「东方艺术大师」；此後，义云高取得这两名台湾人的帮助，其稱號升至「藏传密宗大师」和「仰谔益西诺布大法王」，两名台湾人也獲义云高认证为「法王」、「活佛」。當時，社會兴起對气功大师的追捧，而他也變得愈加知名。
報導指出，香港商人劉百行1994年拜义云高為師，並相信了「不可違背義雲高的話，否則會遭報應下地獄」的概念，兩度向義雲高提供款項，其款項為購買香港九龍塘根特路22號的物業使用，以便作為博物館、弘法、弟子聚會的場所。台灣商人劉娟也拜义云高為師，义云高指劉娟的丈夫會遇上災難，要求劉娟捐款消災，並在劉娟購買樓盤第三層後侵佔其樓款。
1997-1999年，該佛堂黃姓董事和其胞弟，偽造佛堂董事會會議記錄，謊稱公司和佛堂董事、股東已批准香港九龍塘根特路22號的物業作為銀行授信融資的擔保，以便獲得銀行融資，但身為股東之一的劉百行和其他股東並不知情，也未同意將物業作為抵押，而遭到香港廉政公署起訴。
2001年，義雲高仍遭公安指控詐騙並遭到中華人民共和國有關方面通緝。
2002年，香港法院判決，黃姓董事和其胞弟被判定有罪，分別被判處11年監禁以及7年半有徒刑，被取消擔任公司董事之資格15年。
2004年，該案上訴，黃為自己辯護，聲稱是受到義雲高的指使，遭香港高等法院駁回。

### 澄清
2003年，當事人劉娟在美國出具經中國領事館公證的材料，說明廣東公安用穿針帶鐐的方式刑訊逼供她，強迫她作偽證，劉娟證明義雲高沒有騙過她，只有關心她、幫助她。
2011年6月，世界和平獎委員會發表聲明，義雲高因宗教活動長期遭受迫害，中華人民共和國曾要求國際刑警組織對他發布通緝令。 幾年後，該國自願撤回該請求。 經過徹底調查，國際刑警組織檔案控制委員會於2008年10月撤銷了通緝令以及全案，並通知所有成員國。
2013年11月，世界和平獎委員會再次聲明，中華人民共和國曾要求國際刑警組織向義雲高發出紅色通緝令，但國際刑警組織確定對義雲高的指控無事實根據，中華人民共和國也確認義雲高沒有犯罪，請求國際刑警組織撤銷通緝令，已於2008年10月，國際刑警組織的文件控制委員會上撤銷該紅色通緝令以及該案。國際佛教僧尼總會也根據世界和平獎委員會的聲明和當事人劉娟的公開書面聲明再次澄清。
2013年12月，當事人劉百行親自至記者會澄清未受到詐騙。
2014年，當事人劉娟再次公開發表公證書面，說明未受到詐騙、該報導不實。
2015年，當事人劉百行再次以書面聲明未受到詐騙。

## 尊稱古佛
2000年5月，聯合國際世界佛教總部舉辦佛教佛學佛法研討會，與會者來自世界28個國家的佛教團體、各大寺院高僧代表、居士大德共2100多位，根據經教和道德，鑑別法王、活佛、法師之真偽，在觀看三千多卷義雲高的錄影帶和錄音帶後，歷時七日的研討，評定義雲高顯密具通、五明具足，獲評為「正宗佛法大師」。
2002年9-10月，獲頒「美國總統金牌獎章」和「卓越成就勳章」，表彰義雲高在倫理道德、藝術成就和對人類的貢獻。
2005-2007年，義雲高被多位佛教界教派領袖根據佛教轉世法規，依法認證為多杰羌佛第三世（即「第三世多杰羌佛」）並寫下認證書。
2007年9月，美國湯姆·蘭托斯眾議員，在第110屆會期的第一次國事會議中提出：「邀請全體議員一起向被世界知名佛教大師們根據佛教轉世規則認證為多杰羌佛第三世，佛教始祖佛陀真身降世的第三世多杰羌佛致敬。」
2008年4月，第三世多杰羌佛的身份在美國國會圖書館國會議員專用貴賓廳正式公佈。
2008年5月，為第三世多杰羌佛服務眾生的機構「第三世多杰羌佛辦公室」於美國註冊成立。
2011年1月，第三世多杰羌佛獲頒「2011年馬丁路德金國際服務及領袖獎」。時任美國首都華盛頓市葛瑞市長（Vincent C. Gray）簽署行文宣布，2011年1月19日定為「H.H.第三世多杰羌佛日」並號召華盛頓全體民眾一同向第三世多杰羌佛致敬。
2011年6月，第三世多杰羌佛於美國國會獲頒世界和平獎最高榮譽獎。
2012年12月，美國第112屆國會參議院全票一致通過第614號決議案，褒揚世界和平獎及世界和平獎的獲獎人，表彰義雲高致力於世界各地不同族群所做的廣泛的人道主義活動以及他各項領域的成就，並正式授予用以尊稱教宗的「His Holiness」頭銜（簡稱H.H.）尊稱為H.H.第三世多杰羌佛，說明美國國會對Ｈ.Ｈ.第三世多杰羌佛的定性。
2018年1月，世界和平獎頒獎委員會及世界和平獎宗教領袖授銜委員會，經過兩年嚴謹的審查各項證據，該委員會表示，第三世多杰羌佛為佛教中擁有佛陀證量、五明圓滿成就、唯一具備佛陀本質與身體構造的成就者，其無私的德行受人敬仰，世界上無有高僧大德達成此圓滿成就，因此正式做出最終、永久、不可逆的決定，授予第三世多杰羌佛佛教教皇稱號，並予佛教教皇冊封令及權杖。
在美國洛杉磯柯汶納市有一座第三世多杰羌佛文化藝術館，專門展覽他一人創作的藝術作品，有聲稱拍賣價高達38萬美元與25萬餘美元的「蓮塘鯉魚」與「靈貓」的限量複製畫，被評估為絕世神品的《龍鯉鬧蓮池》等中國畫，有公開懸賞號稱不管用任何方法，只要能複製成功就能獲得5000萬美元，曾應聲改變形體大小的《一柱擎天》韻雕作品，還有書畫評審鑒定家拿所謂的“第三世多杰羌佛”所畫的油畫向日葵與梵高和齊白石的畫作進行比較。

### 教義
國際佛教僧尼總會表示，根據佛教的活佛轉世認證制度及佛教史的固有地位，第三世多杰羌佛是金剛總持，總領一切佛菩薩、一切佛教宗派，是佛教的始祖佛多杰羌佛的真身降世，佛教的所有理論和實踐，都來源於多杰羌佛始傳，每一位佛陀，如釋迦牟尼佛、阿彌陀佛等，都是學習多杰羌佛的佛教、佛法、佛學才成佛的。世界法音出版社也表示，第三世多杰羌佛取得的成就是為最頂尖，是佛教歷史上唯一完全精通顯教、密宗和五明的古佛；祂展顯神蹟比所有古佛都多，可以在兩個小時內讓弟子開悟，能帶弟子到極樂世界參觀，而且只會為別人謀利益，不需受到供養。
國際佛教僧尼總會根據第三世多杰羌佛辦公室公告說明，《極聖解脫大手印》是第三世多杰羌佛傳授的「最頂聖佛法」，也是所有佛法中的最高無上大法，由多傑羌佛傳給十方世界諸佛和菩薩，再由第三世多杰羌佛傳給娑婆世界的眾生；只要依照《極聖解脫大手印》如法的修行，就能由金剛薩埵來代為承擔罪業，令修行人快捷幸福美滿富，長壽無病常豐饒，智慧功夫大飛躍，脫離輪迴一切苦，快捷成就解脫有餘，自行選擇死後到佛土還是天堂。

### 活動
2011年8月，8000多名來自中國大陸、香港、台灣以至東南亞、北美、歐洲等地的代表參加了由國際佛教僧尼總會在香港舉辦的「佛教大會」，該活動主要在聆聽碩士道師資聖德等人的發言、觀看佛弟子實際修行成就的錄影帶以及學習第三世多杰羌佛的思想和佛法 。《澳洲日報》根據活動宣傳數據推算，該團體至少設有8000個「聞法點」，位置遍佈中國大陸主要城市、以至其他華人聚居地，信眾數量可能超過10萬。

## 爭議
《澳洲日報》曾報導指，義雲高把不少佛教領袖的地位下降為他旗下教派的領導者，並指只有自己有權給弟子開示，禁止其他佛教領袖這樣做，並設有網絡水軍，在互聯網宣傳義雲高，並以此作為「功德」；百度知道上有不少信眾發表用以維護義雲高的虛假或宣傳文字，百度貼吧上關於義雲高的貼吧明言刪除醜化他的言論，不少回帖上寫有「南無第三世多傑羌佛」的字句。
《新明日報》曾報導指，義雲高在女弟子學習佛法時與她發生性行為，並拍下两人性交过程，用以威胁該名女弟子。
義雲高曾以《人民日报》海外版的名义刊登文章，聲稱第三世多杰羌佛獲得合法认证；《人民日报》海外版為此發表声明，批評義雲高此舉為盗用，将會追究责任。此外，義雲高的宣傳手法亦引起爭議，《凤凰网》的報導批評義雲高集團涉嫌採取直銷和诈骗的「企业化敛财手段」；沈阳有老人把积蓄、政府抚恤金以至采暖费交給與義雲高有關的人士，最終再也沒錢上繳，便仿傚义云高宣传材料中「燃身供佛」的記載，割下自己的肉献给有關人士。
凤凰卫视旗下的《鳳凰週刊》曾刊登以「被通緝的活佛」和「義雲高詐騙集團大起底」為標的封面專題，內容為對義雲高的負面指控，事前沒有向他求證，其後又拒絕義雲高方面的道歉要求；義雲高的弟子陳寶生為此向香港高等法院興訟，指控《鳳凰週刊》及其主編涉嫌誹謗，要求對方作出賠償。
為此，針對鳳凰周刊等相關誹謗義雲高的負面報導，世界和平獎委員會公開聲明，以美國參議院第614號決議案的內容作為回應，說明該獎項為美國參議院決議確認支持的工作，對於頒授獎項的審核相當嚴謹，而義雲高在人道主義工作的傑出努力，獲頒2010年世界和平獎，國際社會讚許該委員會的評選，他的獲獎實至名歸。該委員會知道，如鳳凰周刊等對義雲高誹謗言論的存在，針對這些毫無根據的誹謗該會表示譴責，任何有道德和負責任的組織都不應容忍這種誹謗行為。